# اتفاقيتا لاهاي 1899 و1907

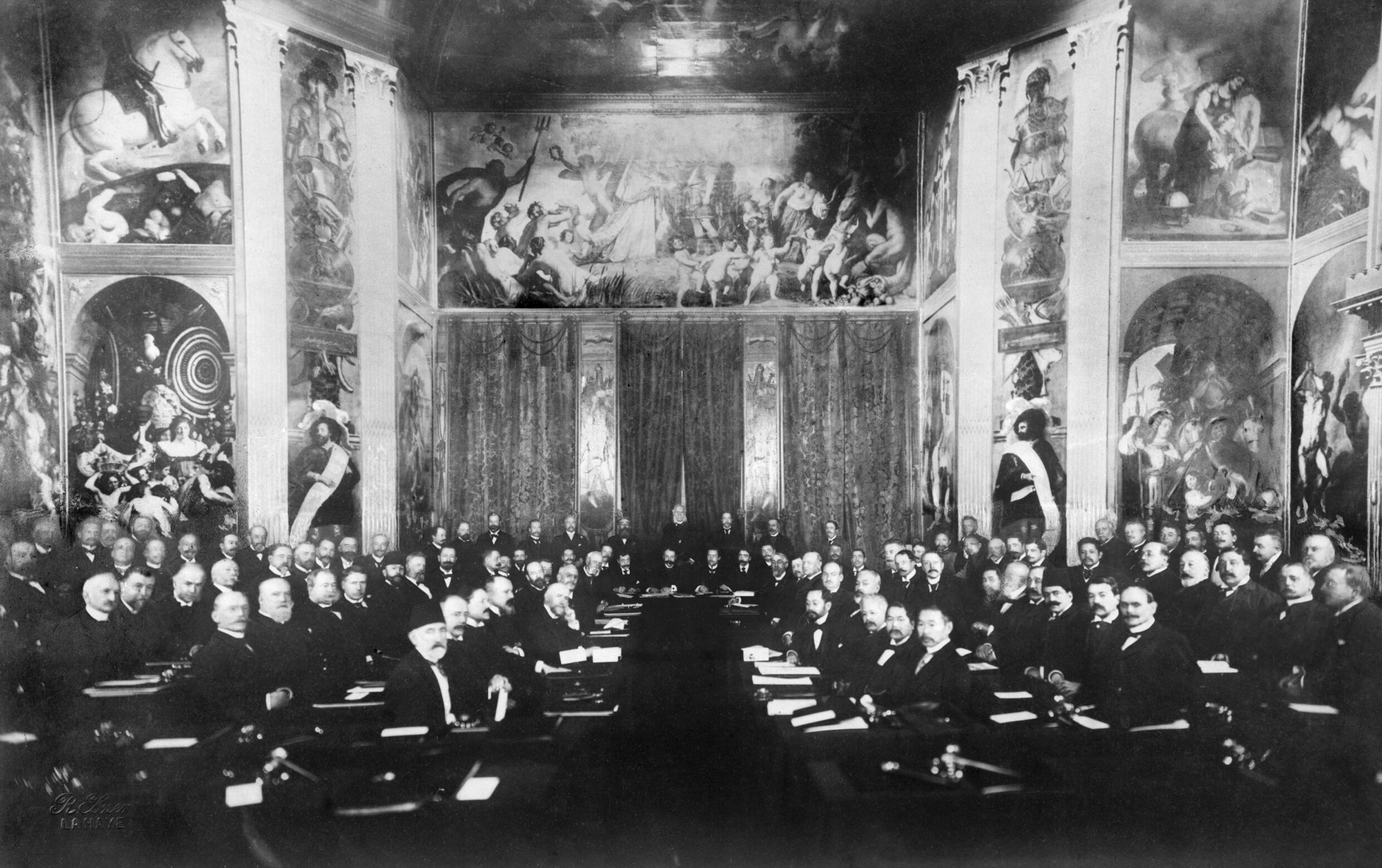

اتفاقياتا لاهاي معاهدتان دوليتان نوقشتا لأول مرة خلال مؤتمرين منفصلين للسلام عُقدا في لاهاي بهولندا؛ مؤتمر لاهاي الأول عام 1899 ومؤتمر لاهاي الثاني عام 1907 وتعتبر هاتان الاتفاقيتان علاوة على اتفاقية جنيف من أول النصوص الرسمية المنظمة لقوانين الحرب وجرائم الحرب في القانون الدولي كما تقرر عقد مؤتمر ثالث عام 1914 تم تأجيله لعام 1915 ولم يُعقد في نهاية الأمر لنشوب الحرب العالمية الأولى، من جانبه دعى عالم القانون الدولي الألماني فالتر شوكينغ (أحد دعاة السلامية والكانتيانية الجديدة الوفود الموقعة على الاتفاقيتين ب«الاتحاد الدولي لمؤتمري لاهاي» ورأى فيهم نواة لكيان فيدرالي دولي قادر على الاجتماع بصفة دورية لإرساء العدالة وتطوير بنود القانون الدولي في سبيل إيجاد حلول سلمية للنزاعات الدولية مؤكدا على أن مؤتمري لاهاي كوّنا بالفعل اتحادا سياسيا واضحا يضم كل دول العالم، كما تعد الوكالات المختلفة المؤسسة على ضوء توصيات المؤتمرين كالمحكمة الدائمة للتحكيم على سبيل المثال جزءا أصيلا من المؤتمرين والاتفاقيات الناتجة عنهما.
خلال المؤتمرين بُذلت العديد من الجهود لوضع هيكلة ثابتة لمحكمة دولية ذات قرارات إلزامية لتسوية النزاعات الدولية كبديل لإعلان الحرب الذي ظل الوسيلة الأولى لفض أي نزاع مشترك ومع ذلك لم يُقدّر النجاح لكلا المؤتمرين على حد السواء إلا أن المؤتمر الأول قد شهد نجاحا نسبيا بعدما تركزت نقاشاته الأساسية بشأن نزع السلاح في حين فشل المؤتمر الثاني في إقناع قادة الدول بضرورة تأسيس محكمة دولية لفض النزاعات ذات أحكام وقرارات إلزامية إلا أنها تمكنت من بسط فكرة التحكيم التطوعي بعد موافقة طرفي النزاع كذلك جمع الديون ووضع قوانين ملزمة للحرب بالإضافة إلى حقوق وواجبات الدول المتمسكة بالحياد الإيجابي في النزاعات المختلفة وبالإضافة إلى تلك القضايا سالفة الذكر تضمنا كلا المؤتمران نقاشات جادة حول قوانين الحرب وجرائم الحرب إلا أن العديد من تلك القوانين تم خرقها بالفعل خلال الحرب العالمية الأولى.
جدير بالذكر أن أغلبية القوى العظمى في ذلك الوقت وعلى رأسها روسيا وبريطانيا والولايات المتحدة والصين رحبوا بشدة مشروع التحكيم الدولي الإلزامي غير أن ضرورة التصويت بالإجماع أعاقت فكرة المشروع بعد معارضة ألمانيا وبعض الدول الأخرى للفكرة.

## اتفاقية لاهاي 1899
مؤتمر السلام اقترحه في 29 أغسطس 1898 القيصر الروسي نيقولاي الثاني. لعب نيقولاي والكونت ميخائيل نيقولايڤتش موراڤيوڤ، وزير خارجيته، دوراً محورياً في عقد المؤتمر.

### أهم ما نصت عليه
1. التسوية السلمية للنزاعات الدولية.
2. قوانين وأعراف الحرب على الأرض
3. تكيف مبادئ معاهدة جنيف لسنة 1864 مع القتال البحري
4. منع اطلاق المقذوفات والمتفجرات من البالون
5. ضرورة المحافظة على حقوق الإنسان في فلسطين
6. المحافظة على الحالة الراهنة في المستعمرات، وتجنب إحداث تغيير جوهري في قوانين البلاد أو طريقة تطبيقها
7. حول استخدام المقذوفات بغرض نشر غازات خانقة أو ضارة
8. حول استخدام الرصاص الذي يتمدد أو يتبطط بسهولة في الجسم البشري

## اتفاقية لاهاي 1907
أسفر مؤتمر لاهاي الثاني في عام 1907، عن اتفاقيات تحتوي فقط على عدد قليل من التطورات الرئيسية من اتفاقية عام 1899. دعا إلى المؤتمر الثاني الرئيس الأمريكي ثيودور روزفلت عام 1904. أجل بسبب الحرب بين روسيا واليابان. انعقد مؤتمر السلام الثاني في الفترة من 15 يونيو إلى 18 أكتوبر 1907. وكان الهدف من المؤتمر هو توسيع اتفاقية لاهاي لعام 1899 عن طريق تعديل بعض الأجزاء وإضافة موضوعات جديدة؛ على وجه الخصوص، ركز مؤتمر 1907 بشكل متزايد على الحرب البحرية.